# ハートに火をつけて (映画)
『ハートに火をつけて』（原題：Catchfire）は、1990年制作のアメリカ映画。デニス・ホッパー（兼監督）、ジョディ・フォスター出演。
監督を兼任したデニス・ホッパーは無断で編集した製作会社と対立して監督名のクレジットを拒否したため、作品はアラン・スミシーの監督名義で公開された。その後、同作品のオリジナル・バージョンはデニス・ホッパーの監督名義に改め、『バックトラック』（Backtrack）のタイトルで公開された。

## あらすじ
ロサンゼルス。現代芸術家のアン・ベントンはある夜、マフィアによる殺人の現場を偶然目撃してしまう。ボーイフレンドを殺され、身の危険を感じたアンは姿をくらます。
組織の差し向けたプロの殺し屋・マイロに遂に捕らわれたアンは、次第に彼と相愛の関係になり、組織を壊滅させた後2人で逃避行に出るのだった。

## 『バックトラック』版
デニス・ホッパーによる再編集版『バックトラック』は、当初の公開版と比べて次のような違いがある。
- 編集、スコアが当初ホッパーが意図したものに差し替えられた。
- ボーイフレンド役チャーリー・シーンの出演シーンが短縮された。
- アレックス・コックスの脚本クレジットが復活したと同時に、彼の出演シーンも復活した。
- ジョディ・フォスターとデニス・ホッパーの出演シーンが大幅に増えた。
- 丹念に舐め回すようなロングシーンが増えた事によって、アンとマイロの心境が徐々に変化していく様子が画面いっぱいに表現され、2人の心のより内面に迫るシーンとなっている。
- サスペンスよりも恋愛色が強調されている。

## キャスト
| 役名                | 俳優                                    | 日本語吹替 | 日本語吹替       | 日本語吹替   |
| 役名                | 俳優                                    | 劇場公開版 | バックトラック版 | テレビ東京版 |
| ------------------- | --------------------------------------- | ---------- | ---------------- | ------------ |
| アン・ベントン      | ジョディ・フォスター                    | 高島雅羅   | 勝生真沙子       | 勝生真沙子   |
| マイロ              | デニス・ホッパー                        | 青野武     | 堀勝之祐         | 江角英明     |
| ジョン・ルポーニ    | ディーン・ストックウェル                | 藤本譲     | 仲野裕           | 伊井篤史     |
| アヴォカ            | ヴィンセント・プライス                  | 西川幾雄   |                  | 丸山詠二     |
| ピネラ              | ジョン・タトゥーロ                      | 牛山茂     | 牛山茂           | 大塚明夫     |
| ポーリングFBI捜査官 | フレッド・ウォード                      | 仲木隆司   | 金尾哲夫         | 吉水慶       |
| マーサ              | ジュリー・アダムス                      |            |                  |              |
| グリーク            | トニー・シリコ                          |            | 宝亀克寿         | 大友龍三郎   |
| ウォーカー          | サイ・リチャードソン                    | 郷里大輔   |                  | 池田勝       |
| ボブ                | チャーリー・シーン （カメオ出演）       | 江原正士   |                  | 牛山茂       |
| レオ・カレリ        | ジョー・ペシ （クレジットなし）         | 辻村真人   | 石森達幸         | 辻村真人     |
| 情婦                | キャサリン・キーナー （カメオ出演）     |            |                  |              |
| 芸術家              | ボブ・ディラン （クレジットなし）       | 小関一     | 田原アルノ       |              |
| D・H・ローレンス    | アレックス・コックス （クレジットなし） |            | 田原アルノ       |              |
|                     | トニー・バジル （クレジットなし）       |            |                  |              |

- テレビ東京版：初回放送1993年1月14日『木曜洋画劇場』
その他、小島敏彦、沢海陽子、火野カチコ、秋元羊介、藤生聖子